# Хамадан (остан)
Хамадан или Хамедан (на персийски: همدان) е един от 31 остана на Иран. Разположен е в западен Иран, включен е в административния Регион 4. Заема площ около 19 000 km² , населението е над 1,7 милиона. Административен център е град Хамадан.

## История
От дълбока древност географското положение и климатичните характеристики на територията на остан Хамадан благоприятстват неговото заселване. Мидийците избират града Хамадан (Екбатана) за своя столица. След завземането на региона от персийците градът остава един от центровете на империята на Ахеменидите, при Аршакидите отново е столица, губи този статут при Сасанидите. След арабското завоюване на Персия през 7-и век населението по тези земи дълго се съпротивлява на ислямизацията. През 9-и век Хамадан взема участие в голямо въстание срещу местния халиф. Ослабването на Абасидския халифат през 10-и век позволява на дейлемитите да завземат северозападните територии на Иран, включително Хамадан. Настъпва епохата на династията на Буидите, която продължава до първата половина на 11-и век, когато Хамадан пада под ударите на Селджуците. При управление на Селджукската династия Хамадан процъфтява, а градът Хамадан става столица на империята. Разрушително за него, както и за другите региони на Иран, става монголското нашествие през 13-и век. По-късно регионът става арена на борба между Тимуридите. През 16-и век Сефевидите поемат контрол над страната и Хамадан възстановява своя бивш просперитет. През следващите два века цялата западна Персия е подложена на разрушителните набези на османската армия. В края на 18-и век на власт идват Каджарите.
Хамадан заедно с другите северни провинции участва в конституционното движение в началото на 20-и век. По време на Първата световна война в региона навлизат османски, британски и руски войски.
Хамадан се определя като отделна административна единица на страната през 1961 г., през 1973 г. придобива статута на остан.

## География
Остан Хамадан граничи с останите Занджан и Казвин на север, Маркази на изток, Лурестан на юг и останите Керманшах и Кюрдестан на запад.
Хамадан е планински регион, разположен е по източните склонове на веригата Загрос. Най-високата точка е планината Алванд – 3580 m, най-ниската, 1420 m, е в долината на река Гамасиаб. На територията на остана има много реки, повечето от които се захранват само от валежи и снеготопене. Алванд се явява водораздел за реките – едни от тях текат на север и на изток от планината, други на юг и югозапад. Реките от първата група са предимно сезонни и тяхното ниво варира значително. Реките, течащи на юг и югозапад, са с относително постоянни потоци. Големите реки са Гамасиаб и Симинеруд.
Климатът в Хамадан се характеризира с дълги и студени зими и меки лета. Планинските върхове са покрити със сняг от шест до осем месеца в годината. Минималните температури през зимата стигат до -32 °С, максималните през лятото до 39 °С. Средните температури варират от -4 °С през декември до 25 °С през юли. Валежите са в периода между ноември и април, средните количества са около 300 mm. От юни до септември дъждовете са много оскъдни.

## Административно деление
Всеки остан в Иран се дели на шахрестани, които се състоят от бахши, те на свой ред съдържат най-малките административни единици – дехестани. Административният център на шахрестан е град, който носи името на шахрестана. Остан Хамадан е разделен на 9 шахрестана. Общият брой на бахши е 25. Данните за населението на шахрестаните са от националното преброяване през 2016 г.
| Карта на остан Хамадан | Шахрестан | Население |
| ---------------------- | --------- | --------- |
|                        |           |           |
| Асадабад               | 100 901   |           |
| Бахар                  | 119 082   |           |
| Туйсеркан              | 101 666   |           |
| Разан                  | 107 587   |           |
| Фаменин                | 39 359    |           |
| Кабудараханг           | 126 062   |           |
| Малайер                | 288 685   |           |
| Нахаванд               | 178 787   |           |
| Хамадан                | 676 105   |           |

## Население
Съгласно националното преброяване през 2016 г. населението на остана е 1 738 234 души, от тях около 63% живеят в градовете. 85% от населението е грамотно (възрастова група над 6 г.).
Персийците са етническото мнозинство. Азерите са голямо етническо малцинство, населяват предимно северните райони на остана. По границите с останите Кюрдистан и Керманшах живеят кюрди, градовете в близост до остан Лурестан са населени с лури. Религиозното мнозинство са мюсюлмани-шиити, от малцинствените групи най-многобройни са зороастрийците. Част от населението на Хамадан води номадски начин на живот.

## Икономика
Икономиката на остана в значителна степен е свързана със селското стопанство. Земеделието на неговата територия е улеснено, както от добрите почви в подножията на планините, така от големия брой водоизточници и достатъчното количество на валежи. Голяма част от обработваемата земя е заета с пшеница и ечемик. Използва се оранжерийното производство, засадени са големи площи плодови и орехови градини. Провинцията е на първите места в Иран по производство на картофи, цвекло, грозде, орехи. Хамадан, заемайки 1.2% от територията на страната, произвежда над 4% от нейната земеделска продукция. В допълнение към промишленото и полупромишленото животновъдство, номадското население в северните райони на шахрестан Туйсеркан и южните части на шахрестан Хамадан, които поради природни условия не са благоприятни за земеделие, е заето с традиционното отглеждане на животни.
Промишленото направление на икономиката е представено от предприятията на хранително-вкусовата, текстилната, стъкларската, химическата, металургичната, строителната и минната индустрии. Произвеждат се пласмаси, селскостопанска и строителна техника, добиват се гранит, варовик, фелдшпат, олово, цинк, сребро, гипс, травертин, желязна руда и др.
Съществено място в икономиката на остана заемат традиционните ръчни занаяти. Хамадан е известен със своите ръчно тъкани килими, керамика, кожени изделия.

## Образование
Остан Хамадан разполага с 22 научни и образователни организации, включително филиалите на Свободен ислямски университет и на Университета Паям-е Нур. Държавните университети са:
- Университет Буали Сина, Хамадан
- Медицински университет, Хамадан
- Медицински университет, Асадабад
- Университет Сейед Джамалудин Асадабади, Хамадан
- Технически университет, Хамадан
- Университет на Малайер
- Университет на Нахаванд

## Забележителности
Много от забележителностите на Хамадан са включени в националния списък на културното наследство на Иран. Най-популярните са:
- Руини на Екбатана;
- Гробница на Авицена;
- Гробница на Баба Тахир, средновековен поет;
- Скални надписи от епохата на Ахеменидите в комплекса Ганджнаме;
- Гробница на Естир и Мардохей;
- Каменен лъв от епохата на Партско царство;
- Зороастрийски храм на огъня Ношиджан, 8 век пр.н.е.;
- Гробница на семейство Алави и Яхия от епохата на Селджуките;
- Водопад в Ганджаме;
- Пешера Алисадр.